# 騰訊乘車碼
騰訊乘車碼是一款由騰訊公司推出的微信小程序，透過微信支付簽約授權開通後，可生成QR碼用於乘坐巴士、地鐵等。
騰訊乘車碼於2017年7月首次在廣州推出。

## 原理
用户需先打开腾讯乘车码小程序，选择服务地区并授权从微信支付账户扣款以完成开通。开通成功后，小程序将生成用于交通支付的动态QR码，该二维码会定期自动更新。
在实际使用时，乘客只需向巴士或地铁的扫码设备展示乘车码，设备会先进行离线验证确认有效性，待网络连通后再向服务器发送扣款指令完成支付交易。整个流程实现了快速验证和便捷支付的无缝衔接，既确保了交易安全又提升了通行效率。
由於設備以離線方式驗證，設備驗證成功時會顯示並播放驗票成功提示，但可能要短暫時間後才向服務器發送扣費指令。所以“先乘车，后付费”的腾讯乘车码，會出現微信支付賬戶及關聯銀行卡無足夠餘額，可由腾讯乘车码垫付车费的情況。而設備驗證所需的時間與使用交通卡感應讀寫時間並沒明顯差異，騰訊乘車碼已有大量用家使用，每天交易量以百万計。

## 歷史
2017年7月，在廣州首次推出，率先支持廣州BRT。2017年11月16日，腾讯公司与广州地铁集团举行签约仪式并宣布广州地铁乘车码正式上线试运营。但腾讯乘车码中的广州地铁乘车码一直处于试运营并未完全开放使用。其后，广州地铁透过广州地铁手机移动应用程序推出广州地铁乘车码，并陆续支持连结微信支付及支付宝扣款乘车。2018年5月8日，腾讯与深圳地铁、港铁（深圳）推出深圳市地铁乘车码。2018年5月9日，腾讯与羊城通合作首发腾讯乘车码“车票”功能。基于乘车码的“车票”具有精美票面、固定面额、编号，可自选购买赠送予微信好友。用户获赠车票后，打开腾讯乘车码页面会显示“我的车票”，点按即显示“车票”QR码。2018年6月15日，騰訊與久事集团旗下上海公共交通卡股份有限公司合作推出「上海公共交通乘车码」服務。根据计划，10月底上海公交車輛全覆蓋。2018年6月25日，騰訊、廣州地鐵上線「廣州地鐵乘車碼」小程序。2019年7月18日，腾讯公司与江西南昌公共交通运输集团有限责任公司、江西省洪城一卡通投资有限公司达成合作，乘车码正式全量上线南昌市主城区全部280条线路近4000辆公交车。2024年起新增境外用户支持，覆盖外卡绑定与英文界面，适配全球旅客在华出行需求。

## 服務範圍
騰訊乘車碼與不同業者合作推出不同的乘車碼，相應使用範圍不同，亦不能互相通用。羊城通卡可於廣州市內巴士、地鐵、輪渡使用，基於嶺南通平臺更可於廣東省內19個城市使用。但羊城通乘車碼僅用於乘坐廣州巴士及BRT，廣州地鐵乘車碼僅可用於乘坐廣州地鐵（包括廣佛線）；而到鄰近的佛山乘坐巴士，只能使用廣佛通乘車碼。
截至2024年9月，騰訊乘車碼支援在以下城市使用（除非另有注明，以下所列地级市乘车码主要覆盖市区范围，部分县市可能无法使用所在地市的乘车码）：
| 省/自治區/市     | 地區（乘車碼品牌）                                                                                              | 支持範圍 | 支持範圍 | 支持範圍         | 備註 |
| 省/自治區/市     | 地區（乘車碼品牌）                                                                                              | 公交巴士 | 地鐵     | 其他             | 備註 |
| ---------------- | --- | -------- | -------- | ---------------- | --- |
| 北京市           | 北京一卡通電子卡                                                                                                | ✔        |          |                  | 基於交通聯合二維碼標準 不能在地铁上使用，需另行下载易通行客户端（易通行客户端可同时用于公交和地铁）                                                                            |
| 天津市           | 易通乘車碼 | ✔        |          |                  | |
| 河北省           | 邯鄲市（邯鄲市民卡乘車碼）                                                                                      | ✔        |          |                  | |
| 河北省           | 張家口市宣化区（宣化乘車碼）                                                                                    | ✔        |          |                  | |
| 山西省           | 长治市（长治公交乘车码）                                                                                        | ✔        |          |                  | |
| 山西省           | 晋城市（晋城公交乘车码）                                                                                        | ✔        |          |                  | |
| 山西省           | 晋中市（晋中乘车码）                                                                                            | ✔        |          |                  | |
| 山西省           | 运城市（运城公交乘车码）                                                                                        | ✔        |          |                  | |
| 山西省           | 临汾市（临汾乘车码）                                                                                            | ✔        |          |                  | |
| 內蒙古自治區     | 呼和浩特市（青城乘車碼）                                                                                        | ✔        |          |                  | |
| 內蒙古自治區     | 鄂爾多斯市（鄂爾多斯乘車碼）                                                                                    | ✔        |          |                  | |
| 內蒙古自治區     | 錫林浩特市（錫林浩特乘車碼）                                                                                    | ✔        |          |                  | |
| 遼寧省           | 沈阳市（沈阳公交乘车码）                                                                                        | ✔        |          |                  | 不可在沈阳地铁集团下属公交公司（地铁公交及地铁巴士）旗下线路使用 乘坐沈阳地铁下属公交线路需使用支付宝盛京通乘车码或下载盛京通APP                                               |
| 遼寧省           | 沈阳市（沈阳地铁乘车码）                                                                                        |          | ✔        |                  | 只可乘坐沈阳地铁 |
| 遼寧省           | 盤錦市（盤錦公交乘車碼）                                                                                        | ✔        |          |                  | |
| 遼寧省           | 鐵嶺市（鐵嶺乘車碼）                                                                                            | ✔        |          |                  | |
| 遼寧省           | 抚顺市（抚顺通卡乘車碼）                                                                                        | ✔        |          |                  | |
| 吉林省           | 白城市（白城鶴城通乘車碼）                                                                                      | ✔        |          |                  | |
| 吉林省           | 延吉市（延吉乘車碼）                                                                                            | ✔        |          |                  | |
| 黑龍江省         | 哈爾濱市（哈爾濱公交乘車碼）                                                                                    | ✔        |          |                  | |
| 黑龍江省         | 雞西市（雞西乘車碼）                                                                                            | ✔        |          |                  | |
| 黑龍江省         | 七臺河市（七臺河公交乘車碼）                                                                                    | ✔        |          |                  | |
| 黑龍江省         | 伊春市（伊春乘車碼）                                                                                            | ✔        |          |                  | |
| 黑龍江省         | 佳木斯市（佳木斯乘車碼）                                                                                        | ✔        |          |                  | |
| 黑龍江省         | 鹤岗市（鹤岗公交乘車碼）                                                                                        | ✔        |          |                  | |
| 黑龍江省         | 双鸭山市（双鸭山乘車碼）                                                                                        | ✔        |          |                  | |
| 上海市           | 上海公共交通乘車碼                                                                                              | ✔        | ✔        | 轮渡、金山线列车 | [ 12 ] |
| 江蘇省           | 蘇州市（蘇州乘車碼）                                                                                            | ✔        |          |                  | 不能在地铁上使用，需另行下载苏e行客户端或已加入地铁乘车二维码互联互通网络的客户端（目前仅上海Metro大都会、无锡码上行支持）                                                     |
| 江蘇省           | 宿迁市泗阳县（泗阳乘车码）                                                                                      | ✔        |          |                  | |
| 江蘇省           | 徐州市（淮海通乘车码）                                                                                          | ✔        |          |                  | |
| 江蘇省           | 泰州市泰兴市（泰兴公交乘车码）                                                                                  | ✔        |          |                  | |
| 浙江省           | 寧波市（寧波公交乘車碼）                                                                                        | ✔        |          |                  | |
| 浙江省           | 寧波市（寧波軌道交通乘車碼）                                                                                    |          | ✔        |                  | |
| 浙江省           | 温州市瑞安市（瑞安公交乘車碼）                                                                                  | ✔        |          |                  | |
| 浙江省           | 湖州市（湖州公交乘車碼）                                                                                        | ✔        |          |                  | |
| 浙江省           | 台州市臨海市（臨海乘車碼）                                                                                      | ✔        |          |                  | |
| 安徽省           | 合肥市（合肥通乘車碼）                                                                                          | ✔        |          |                  | 含BRT |
| 安徽省           | 合肥市巢湖市（巢湖公交乘車碼）                                                                                  | ✔        |          |                  | |
| 安徽省           | 亳州市（亳州公交乘车码）                                                                                        | ✔        |          |                  | |
| 安徽省           | 池州市（池州公交乘車碼）                                                                                        | ✔        |          |                  | |
| 安徽省           | 马鞍山市（郑蒲港乘車碼）                                                                                        | ✔        |          |                  | |
| 福建省           | 廈門市（廈門公交乘車碼）                                                                                        | ✔        |          |                  | |
| 福建省           | 廈門市（廈門BRT乘車碼）                                                                                         |          |          | BRT              | |
| 福建省           | 泉州市（泉城通乘車碼）                                                                                          | ✔        |          |                  | 仅可在交发集团所属公司（市公交集团、闽兴公交）及惠安公交使用 |
| 江西省           | 南昌市（洪城一卡通）                                                                                            | ✔        |          |                  | |
| 山東省           | 濟南市（濟南乘車碼）                                                                                            | ✔        |          |                  | |
| 山東省           | 青島市（青島乘車碼）                                                                                            | ✔        |          |                  | |
| 山東省           | 淄博市（淄博乘車碼）                                                                                            | ✔        |          |                  | |
| 山東省           | 棗莊市（棗莊公交乘車碼）                                                                                        | ✔        |          |                  | |
| 山東省           | 东营市（东营公交乘车码）                                                                                        | ✔        |          |                  | |
| 山東省           | 煙臺市（煙臺乘車碼）                                                                                            | ✔        |          |                  | |
| 山東省           | 濰坊市（濰坊乘車碼）                                                                                            | ✔        |          |                  | |
| 山東省           | 濰坊市寿光市（寿光公交乘車碼）                                                                                  | ✔        |          |                  | |
| 山東省           | 濰坊市青州市（青州公交乘車碼）                                                                                  | ✔        |          |                  | |
| 山東省           | 济宁市（济宁公交乘车码）                                                                                        | ✔        |          |                  | |
| 山東省           | 泰安市（泰安乘車碼）                                                                                            | ✔        |          |                  | |
| 山東省           | 威海市榮成市（榮成乘車碼）                                                                                      | ✔        |          |                  | |
| 山東省           | 日照市莒縣（日照莒縣乘車碼）                                                                                    | ✔        |          |                  | |
| 山東省           | 萊蕪市（萊蕪乘車碼）                                                                                            | ✔        |          |                  | |
| 山東省           | 濱州市（濱州鄒平乘車碼）                                                                                        | ✔        |          |                  | |
| 山東省           | 滨州市鄒平市（濱州鄒平乘車碼）                                                                                  | ✔        |          |                  | |
| 山東省           | 临沂市（临沂公交乘車碼）                                                                                        | ✔        |          |                  | |
| 山東省           | 聊城市（水城通乘車碼）                                                                                          | ✔        |          |                  | |
| 河南省           | 鄭州市（鄭州公交乘車碼）                                                                                        | ✔        |          |                  | |
| 河南省           | 駐馬店市（駐馬店乘車碼）                                                                                        | ✔        |          |                  | |
| 河南省           | 濟源市（濟源乘車碼）                                                                                            | ✔        |          |                  | |
| 湖北省           | 武漢市（武漢通乘車碼）                                                                                          | ✔        |          |                  | |
| 湖北省           | 黃石市（黃石公交乘車碼）                                                                                        | ✔        |          |                  | |
| 湖北省           | 襄陽市（襄陽乘車碼）                                                                                            | ✔        |          |                  | |
| 湖北省           | 孝感市（孝感乘车码）                                                                                            | ✔        |          |                  | |
| 湖北省           | 荊門市（荊門公交乘車碼）                                                                                        | ✔        |          |                  | |
| 湖南省           | 衡阳市（衡阳乘车码）                                                                                            | ✔        |          |                  | |
| 湖南省           | 岳陽市（岳陽乘車碼）                                                                                            | ✔        |          |                  | |
| 湖南省           | 常德市（常德乘車碼）                                                                                            | ✔        |          |                  | |
| 湖南省           | 郴州市（郴州乘車碼）                                                                                            | ✔        |          |                  | 含BRT |
| 湖南省           | 永州市（永州一卡通乘車碼）                                                                                      | ✔        |          |                  | |
| 湖南省           | 婁底市（婁底公交乘車碼）                                                                                        | ✔        |          |                  | |
| 廣東省           | 廣州市（羊城通乘車碼）                                                                                          | ✔        |          | 水巴（輪渡）     | 需通过“羊城通乘車碼”小程序使用，含BRT |
| 廣東省           | 广州市（广州地铁乘車碼）                                                                                        |          | ✔        |                  | 需通过“广州地铁乘車碼”小程序使用 |
| 廣東省           | 韶關市（韶關乘車碼）                                                                                            | ✔        |          |                  | |
| 廣東省           | 深圳市（深圳市地鐵乘車碼）                                                                                      |          | ✔        |                  | |
| 廣東省           | 深圳市（深圳通公交乘車碼）                                                                                      | ✔        |          |                  | |
| 廣東省           | 珠海市（珠海通乘車碼）                                                                                          | ✔        |          |                  | |
| 廣東省           | 汕頭市（汕頭乘車碼）                                                                                            | ✔        |          |                  | |
| 廣東省           | 佛山市（廣佛通乘車碼）                                                                                          | ✔        |          |                  | |
| 廣東省           | 江門市（五邑通乘車碼）                                                                                          | ✔        |          |                  | |
| 廣東省           | 茂名市（茂名乘車碼）                                                                                            | ✔        |          |                  | |
| 廣東省           | 肇庆市（肇庆通乘车码）                                                                                          | ✔        |          |                  | |
| 廣東省           | 惠州市（惠州通乘車碼）                                                                                          | ✔        |          |                  | |
| 廣東省           | 梅州市（梅州公交乘車碼）                                                                                        | ✔        |          |                  | |
| 廣東省           | 汕尾市（紅海通乘車碼）                                                                                          | ✔        |          |                  | |
| 廣東省           | 河源市（河源乘车码）                                                                                            | ✔        |          |                  | |
| 廣東省           | 阳江市（漠江通乘车码）                                                                                          | ✔        |          |                  | |
| 廣東省           | 揭阳市（榕江通乘车码）                                                                                          | ✔        |          |                  | |
| 廣西自治區       | 南寧市、柳州市、百色市、 北海市、崇左市、防城港市、 貴港市、來賓市、欽州市、 梧州市、賀州市（廣西一卡通乘車碼） | ✔        |          |                  | |
| 廣西自治區       | 南寧市、柳州市、百色市、 北海市、崇左市、防城港市、 貴港市、來賓市、欽州市、 梧州市、賀州市（廣西一卡通乘車碼） | ✔        |          |                  | |
| 廣西自治區       | 南寧市、柳州市、百色市、 北海市、崇左市、防城港市、 貴港市、來賓市、欽州市、 梧州市、賀州市（廣西一卡通乘車碼） | ✔        |          |                  | |
| 廣西自治區       | 南寧市、柳州市、百色市、 北海市、崇左市、防城港市、 貴港市、來賓市、欽州市、 梧州市、賀州市（廣西一卡通乘車碼） | ✔        |          |                  | |
| 廣西自治區       | 南寧市、柳州市、百色市、 北海市、崇左市、防城港市、 貴港市、來賓市、欽州市、 梧州市、賀州市（廣西一卡通乘車碼） | ✔        |          |                  | |
| 廣西自治區       | 南寧市、柳州市、百色市、 北海市、崇左市、防城港市、 貴港市、來賓市、欽州市、 梧州市、賀州市（廣西一卡通乘車碼） | ✔        |          |                  | |
| 廣西自治區       | 南寧市、柳州市、百色市、 北海市、崇左市、防城港市、 貴港市、來賓市、欽州市、 梧州市、賀州市（廣西一卡通乘車碼） | ✔        |          |                  | |
| 廣西自治區       | 南寧市、柳州市、百色市、 北海市、崇左市、防城港市、 貴港市、來賓市、欽州市、 梧州市、賀州市（廣西一卡通乘車碼） | ✔        |          |                  | |
| 廣西自治區       | 南寧市、柳州市、百色市、 北海市、崇左市、防城港市、 貴港市、來賓市、欽州市、 梧州市、賀州市（廣西一卡通乘車碼） | ✔        |          |                  | |
| 廣西自治區       | 南寧市、柳州市、百色市、 北海市、崇左市、防城港市、 貴港市、來賓市、欽州市、 梧州市、賀州市（廣西一卡通乘車碼） | ✔        |          |                  | |
| 廣西自治區       | 南寧市、柳州市、百色市、 北海市、崇左市、防城港市、 貴港市、來賓市、欽州市、 梧州市、賀州市（廣西一卡通乘車碼） | ✔        |          |                  | |
| 海南省           | 海口市（海口乘車碼）                                                                                            | ✔        |          |                  | |
| 海南省           | 三亞市（三亞乘車碼）                                                                                            | ✔        |          |                  | |
| 海南省           | 儋州市（海南公交乘車碼）                                                                                        | ✔        |          |                  | |
| 重慶市           | 長江索道乘車碼                                                                                                  |          |          | 長江索道         | |
| 重慶市           | 重庆公共交通乘車碼                                                                                              | ✔        |          |                  | |
| 四川省           | 成都市簡陽市（簡陽公交乘車碼）                                                                                  | ✔        |          |                  | |
| 四川省           | 攀枝花市（攀枝花公交乘車碼）                                                                                    | ✔        |          |                  | |
| 四川省           | 內江市（內江乘車碼）                                                                                            | ✔        |          |                  | |
| 四川省           | 瀘州市（瀘州乘車碼）                                                                                            | ✔        |          |                  | |
| 四川省           | 眉山市（眉山公交乘车码）                                                                                        | ✔        |          |                  | |
| 四川省           | 宜賓市（宜賓乘車碼）                                                                                            | ✔        |          |                  | |
| 四川省           | 西昌市（月城公交乘车码）                                                                                        | ✔        |          |                  | |
| 貴州省           | 六盤水市（六盤水乘車碼）                                                                                        | ✔        |          |                  | |
| 貴州省           | 凱里市（凱里乘車碼）                                                                                            | ✔        |          |                  | |
| 云南省           | 昆明市（昆明公交乘車碼）                                                                                        | ✔        |          |                  | |
| 云南省           | 昆明市（昆明地鐵乘車碼）                                                                                        |          | ✔        |                  | |
| 云南省           | 大理白族自治州（大理乘车码）                                                                                    | ✔        |          |                  | |
| 云南省           | 丽江市（丽江乘车码）                                                                                            | ✔        |          |                  | |
| 陝西省           | 西安市（長安通乘車碼）                                                                                          | ✔        |          |                  | |
| 陝西省           | 西安市（西安地鐵乘車碼）                                                                                        |          | ✔        |                  | |
| 陝西省           | 延安市（延安乘車碼）                                                                                            | ✔        |          |                  | |
| 甘肅省           | 兰州市（兰州轨道交通）                                                                                          |          | ✔        |                  | |
| 甘肅省           | 兰州市（兰州公交乘车码）                                                                                        | ✔        |          |                  | |
| 甘肅省           | 兰州市（兰州新区公交乘车码）                                                                                    | ✔        |          |                  | |
| 甘肅省           | 天水市（龙城通乘车码）                                                                                          | ✔        |          |                  | |
| 甘肅省           | 平涼市（平涼公交乘車碼）                                                                                        | ✔        |          |                  | |
| 新疆维吾尔自治区 | 乌鲁木齐市（红山一卡通）                                                                                        | ✔        |          |                  | |
| 新疆维吾尔自治区 | 石河子市（石河子乘车码）                                                                                        | ✔        |          |                  | |
| 香港特別行政區   | 香港（香港公共交通乘車碼／搭車碼）                                                                              | ✔        | ✔        | 香港電車         | 需通過「搭車碼」微信小程序使用。目前巴士只支援九龍巴士、龍運巴士及城巴。此服務同時支援乘坐港鐵及香港電車，WeChat Pay HK港幣錢包用戶亦可使用（但不適用於香港輕鐵及港鐵巴士）    |
| 澳門特別行政區   | 澳門（澳門公交乘車碼／搭車碼）                                                                                  | ✔        |          |                  | 需通過「搭車碼」微信小程序使用。包括所有新福利及澳巴營運的公共巴士路線，WeChat Pay HK港幣錢包用戶亦可使用。 澳門輕軌不能使用，需通過客戶服務中心（人工窗口）另行購買單程票乘搭 |

## 優缺點
不同公司推出的乘車碼並無太大分別。從存在形式上看，均以功能、小程序形式內置於主應用程序，亦需要綁定實名網上支付帳戶。從乘車碼種類上看，亦基本按城市、交通工具分成不同乘車碼。從使用步驟上看，大致爲：打開主應用程式、打開乘車碼功能或小程式、未開通當前城市或交通工具乘車碼的需簽約開通、開通成功後向條碼讀取器展示乘車碼。

### 優點
由於以往不同地區會有不同的交通卡，對短期訪客而言，到指定地點購卡、退卡不僅要事先做好準備功課，亦花費較多時間。交通卡一般爲不記名，遺失後無法掛失餘額。即使記名，交通卡由於脫機運作，一般可掛失餘額爲掛失一至三日後系統記錄餘額。另外，中國大陸移動支付普及率逐年上升，愈來愈多市民只攜帶少量現金、甚至不帶現金出門，絕大部分地面公共交通不設找贖、軌道交通自助售票機只支持指定面值的現金，使用現金支付交通費亦會遇上兌換零錢、現金不足以支付交通費的問題。
- 乘車碼附屬於較流行的應用程式，大部分人開通使用成本並不高，搜尋、打開、按指引開通即可使用。
- 綁定網上支付帳戶，無需準備現金，不需像交通卡要預先增值。與應用程式帳戶綁定，更換手機後可正常使用，手機一般設有熒幕鎖定，遺失手機後即時掛失對比遺失交通卡的金錢損失較少。
- 爲縮短確認交易時間，手機上的乘車碼與條碼讀取器都可以在短暫離線狀態下正常使用，對於通過校驗的交易可「先乘車，後扣費」。
- 各大公司爲維持自身業務活躍使用人數及掌握用家使用習慣的大數據，積極在不同地區拓展乘車碼，許多城市都支持乘車碼。短期訪客及經常前往不同地區的人士不需擔心是否要購買當地交通卡。
- 乘車碼一般均爲使用後付費，使用乘車碼搭乘一次便會扣除相應費用。而交通卡需要先增值再搭乘使用，由於交通卡餘額等資料寫入儲存在交通卡中，如需要增值則必須到增值點充值或通過有NFC的Android設備進行充值寫卡。大部分中低端手機並沒有NFC功能，iPhone 則並沒有開放NFC功能予可爲交通卡增值的應用程式。

### 缺點
由於這些共有的特點，乘車碼被指有以下問題：
- 基本爲應用程式中的附屬功能，無法獨立使用。
- 需要綁定實名網上支付帳戶，網上支付服務有使用時間、地點（路綫）等記錄，變相公共交通「實名制」。而交通卡則可不記名使用。
- 按城市、交通工具分類，同一城市不同交通工具需要開通多個乘車碼，鄰近城市亦需要開通不同的乘車碼，比起交通聯合、岭南通等具備互聯互通條件可一張交通卡通用多地來說並不那麼方便。如廣州、佛山是非常鄰近的兩座城市，但廣州地面公共交通使用羊城通乘車碼；廣州地鐵使用廣州地鐵乘車碼，連接廣佛兩地的廣佛綫由廣州地鐵營運亦跟隨廣州地鐵使用廣州地鐵乘車碼；佛山地面公共交通則需要使用廣佛通乘車碼。而交通聯合、岭南通則可以同時在兩地不同交通工具上使用。
- 比起交通卡「一拍即付」，乘車碼使用步驟過多。不同乘車碼要先開通後使用，使用過程亦要求手機要有良好網絡連接及熒幕（出現嚴重破裂的手機熒幕顯示的QR碼機器難以識讀）。在乘搭交通工具時，如沒有事前開啓乘車碼，會減慢上客、入閘的速度。
- 另外，使用乘車碼主要是條碼讀取器對乘車碼進行校驗是否有效，如條碼讀取器或地鐵閘機的程式出現錯誤，或會出現條碼被讀取標記已入閘，但提示讀取失敗或閘機未能正常開啓的情況。當條碼讀取器未能即時上傳交易數據，用家在手機上未能看到乘車碼實際使用狀態，便出現用家誤以爲未使用但實際已爲入閘狀態，其後被收取費用的情況。[18][19][20][21]

## 相關產品
- 支付寶乘車碼：支付宝App中的乘車QR碼功能。
- 銀聯雲閃付乘車碼：銀聯「雲閃付」App中的乘車QR碼功能。
- 腾讯乘车卡：2019年1月開始內測「騰訊乘車卡」小程序，與以往其他公司推出的同類小程序一樣，小程序基於NFC-HCE技術模擬长安通交通卡，手機拍感應器即可完成扣費。長安通支持「交通聯合」，所以基於長安通的騰訊乘車卡亦可以在貼有交通聯合標誌的交通工具上使用。[22]
- 聚易用+：前身為澳門通股份有限公司旗下的手機電子錢包MPay 澳門錢包推出「乘車碼」服務，於2019年6月7日推出[23]。2023年8月11日，為配合澳門金融管理局就本地聚合支付的發展，就澳門巴士的“乘車碼”功能延伸至其他澳門境內金融機構[24]。2024年4月25日，巴士“乘車碼”功能擴展並開放支付寶（中國大陸及香港版本）以及綁定非本地發行銀聯卡的銀聯雲閃付，但不設乘車及轉乘優惠[25]。2024年9月24日擴展至騰訊乘車碼[26]。

## 外部連結
- 騰訊乘車碼的微博